# Loire-les-Marais
Loire-les-Marais je francouzská obec v departementu Charente-Maritime, v regionu Poitou-Charentes. V roce 2007 měla 339 obyvatel.